# Rassemblement pour l'indépendance nationale
Pour les articles homonymes, voir Rassemblement national (page d'homonymie).
Le Rassemblement pour l'indépendance nationale (RIN) est un mouvement politique nationaliste québécois créé le 10 septembre 1960 et voué à la promotion de l'indépendance du Québec. En mars 1963, le RIN devient un parti politique et participe aux élections générales québécoises de 1966.
Tiraillé au cours de son existence entre différentes tendances idéologiques, le RIN représente essentiellement l'aile gauche du mouvement souverainiste québécois des années 1960.
Le RIN participe au cours de l'année 1968 à des négociations en vue d'unifier différents partis indépendantistes, mais est finalement exclu des dernières négociations menant à la formation du Parti québécois. Le 26 octobre 1968, le Congrès du parti décide, sur proposition du président Pierre Bourgault, de se dissoudre et d'appeler ses membres à se joindre individuellement au Parti québécois.

## Historique

### Fondation

Le RIN souhaitait que la province de Québec devienne un pays indépendant.

Le RIN est fondé le 10 septembre 1960 par une vingtaine de personnes, dont 14 viennent de Montréal, alors que les autres résident à Hull ou Ottawa. La moyenne d'âge est d'approximativement 30 ans et la moitié au moins a fait des études universitaires. La plupart des fondateurs n'ont jamais milité dans des groupes nationalistes ou des partis politiques, mis à part quelques-uns qui sont d'anciens membres de l'Alliance laurentienne. Marcel Chaput et André d'Allemagne sont désignés à titre de président et vice-président provisoires. En octobre de 1960, la première assemblée générale de l'organisation publie son manifeste.
Au moment de sa fondation, le Rassemblement pour l'indépendance nationale est un groupe de pression et a pour seul but l'indépendance du Québec, ce qui le distingue de groupes antérieurs qui étaient beaucoup plus orientés politiquement, tels que l'Alliance laurentienne de Raymond Barbeau ou l'Action socialiste pour l'Indépendance du Québec de Raoul Roy. Le manifeste du RIN reconnaît explicitement que ses membres « sont par ailleurs entièrement libres d'exprimer et de faire valoir, à titre personnel, leurs idées et leurs convictions sur les questions qui ont trait à la politique interne, à la religion, aux théories économiques et aux doctrines sociales ».

### Le groupe de pression

#### Les premières années
Le 11 février 1961, le RIN organise un rallye automobile à Montréal auquel participent 37 véhicules. En mars, Pierre Bourgault, le président de la section RIN de Montréal, participe à une série de répliques dans Le Devoir avec son rédacteur en chef André Laurendeau où le jeune homme accuse la génération de son interlocuteur d'avoir failli.
Le 18 septembre 1961, Marcel Chaput fait paraître son essai Pourquoi je suis séparatiste. La première édition bénéficie d'un tirage de 35 000 copies, ce qui en fait un succès de librairie. Fort de son succès, Marcel Chaput succède à André d'Allemagne à titre de président du RIN, d'Allemagne devenant premier vice-président.
Les activités de Chaput mécontente son employeur, le ministère de la Défense du Canada, qui le met en demeure de choisir entre son poste de fonctionnaire ou ses activités politiques. Après avoir été suspendu deux semaines, il décide finalement de démissionner le 4 décembre pour se consacrer entièrement à la propagation de ses idées. Sa décision en fait un héros au sein du Rassemblement pour l'indépendance nationale. Le Conseil central adopte une résolution faisant de Chaput le président et directeur général avec traitement du mouvement.
Le 30 septembre 1962, Marcel Chaput annonce qu'il se présente lors des élections générales du 14 novembre comme candidat « indépendantiste indépendant » dans Bourget, qui est alors la circonscription la plus populeuse du Québec. Il renonce entre-temps à son poste de président du RIN. Le jour du scrutin, il recueille 3 299 votes et réalise son meilleur score dans le secteur de Saint-Léonard (10,5 %).
Entre-temps, Marcel Chaput se porte de nouveau candidat à la présidence du RIN, poste qui est convoité également par son rival, Pierre Bourgault. Le Congrès des 20 et 21 octobre préférera plutôt une candidature de compromis, Guy Pouliot, alors président de la région de Québec, aux côtés d'André d'Allemagne et de Marc Girard comme vice-présidents.

#### Le Parti républicain du Québec (PRQ)
Devant la lenteur du RIN à se transformer en parti, Marcel Chaput annonce le 17 décembre 1962 la création de sa propre formation politique, le Parti républicain du Québec. Bon nombre d'organisateurs du RIN issus de l'extérieur de Montréal le suivent. André d'Allemagne décrit ce schisme comme étant « la seule vraie crise interne grave du RIN ». Le Conseil central du RIN réplique un mois plus tard le 19 janvier 1963 en expulsant Marcel Chaput du mouvement ainsi que tout militant riniste qui, après le 7 février, deviendrait membre du PRQ.
Marcel Chaput veut faire de sa formation politique un parti « à l'américaine » qui doit « voir grand ». Les dépenses fastueuses du PRQ ne sont toutefois pas accompagnés de financement. Chaput réalise deux grèves de la faim afin de récolter des fonds, mais parvient tout juste à rembourser les dettes du parti.
Incapable de trouver un financement viable à son parti, Marcel Chaput se résout en janvier 1964 à démissionner de son poste de président du parti. Le Parti républicain est officiellement dissous en décembre 1964.

### Le parti politique

#### Le début de la présidence Bourgault
Craignant d'être marginalisé face au Parti Républicain du Québec (PRQ) créé le 17 décembre 1962 par son ancien président Marcel Chaput, le RIN décide finalement le 3 mars 1963 d'intervenir sur la scène électorale en se transformant en parti politique. Une partie des rinistes craignaient par ailleurs, qu'en demeurant un groupe de pression, leur mouvement ne soit instrumentalisé par des fédéralistes réformistes, ce qui pourrait ralentir ou compromettre l'avènement de l'indépendance. En outre, ils devaient se rendre à l'évidence que leurs actions n'avaient pas eu pour effet jusqu'alors de rallier les partis politiques établis au mouvement indépendantiste.
Lors du congrès du 30 et 31 mai 1964, Pierre Bourgault, qui appartient à l'aile gauche montréalaise du parti, est élu président avec 60% des voix contre le président sortant, Guy Pouliot. Ce dernier, qui souhaite maintenir l'unité du parti, propose alors aux délégués d'accorder leur confiance unanimement au nouveau chef âgé de 31 ans ; il est lui-même élu vice-président du RIN.
Toujours en 1964, l'organisation est au centre de l'émeute du Samedi de la matraque lors de la visite de la Reine à Québec.

#### Le conflit avec l'Est-du-Québec

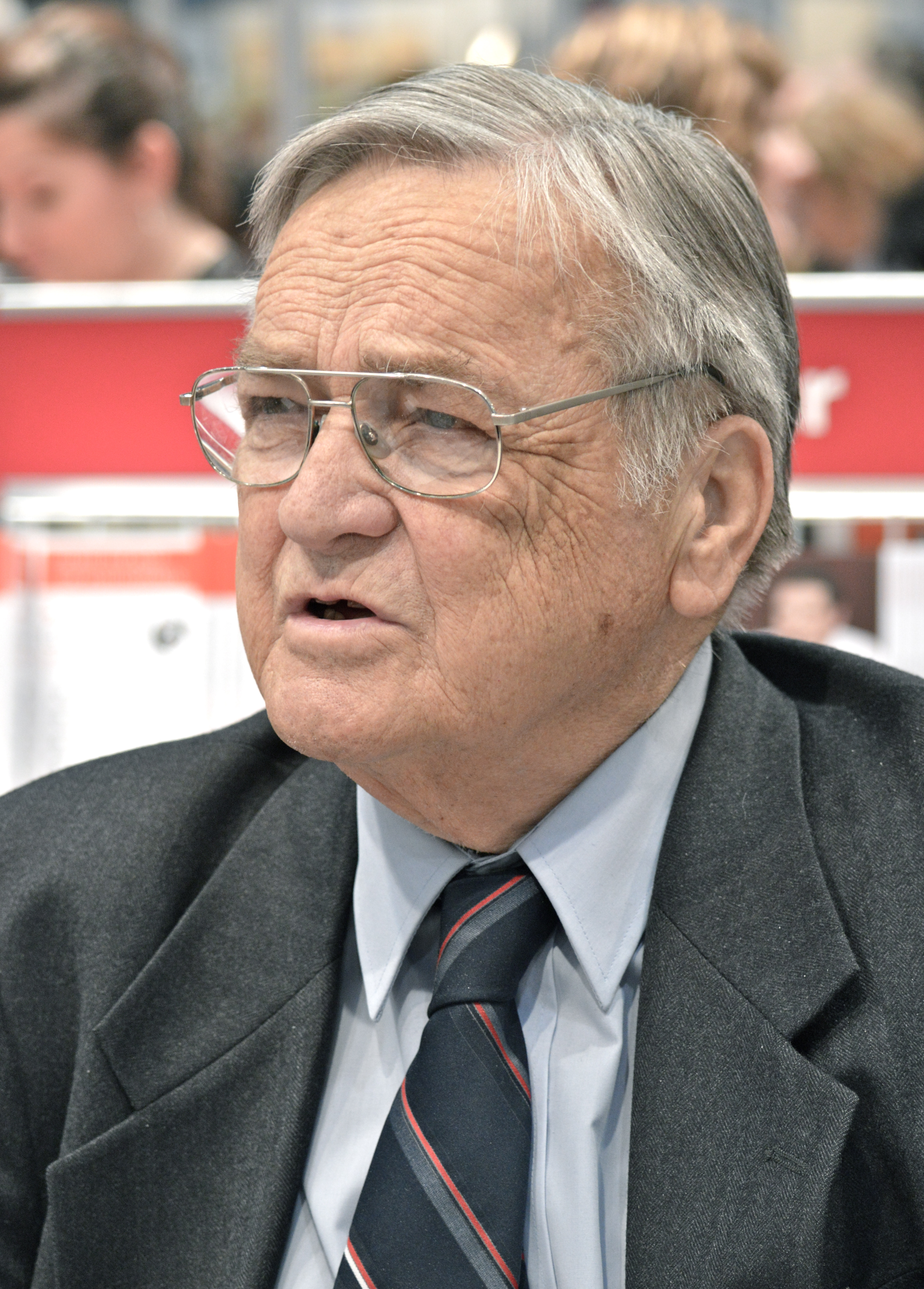
Jean Garon fait partie des dissidents qui quittent le RIN en 1964 pour former le RN.

Élu chef du parti en mai, Pierre Bourgault est en conflit avec les cadres locaux de l'Est-du-Québec. Ces derniers, très actifs en région, souhaitent que les fonds qu'ils ont récoltés soient dépensés prioritairement dans les associations locales, alors que Bourgault et les cadres montréalais souhaitent que l'essentiel revienne au National. Le conflit est aussi d'ordre idéologique. À partir de mai 1964, le RIN fait un virage net à gauche et s'inspire du mouvement international de décolonisation, alors que les dissidents adhèrent plutôt à des idées traditionalistes. Par ailleurs, la personnalité même du chef du RIN pose un problème : selon Jean Garon, on lui reproche alors son agnosticisme et son homosexualité ostentatoires, ainsi que les énormités qu'il pouvait prononcer comme tribun, ce qui nuisait à la réputation du parti
Ultimement, le 8 août 1964, Jean Miville-Dechêne et Jean Garon, respectivement vice-président et président du RIN dans la région de Québec, sont expulsés du parti. Le 28 août, cinq cadres traditionalistes de l'Est-du-Québec - René Jutras, Jean-Marc Béliveau, Jean Garon, Paul Sabourin et François Lafrenière - remettent en même temps leur démission ; ils sont suivis les jours suivants par Jean Miville-Dechêne, Raymond Tremblay, Marc-André Bédard, Lucien Lessard et Pierre Roy.
En septembre 1964, ces dissidents se rassemblent pour former le Regroupement national, une formation politique à la fois indépendantiste et traditionaliste, qui se veut l'incarnation de la poursuite de la culture canadienne-française. Des discussions à l'automne 1965 entre le Regroupement national et des dirigeants du Ralliement créditiste mènent à la formation du Ralliement national, un parti indépendantiste qui allie le traditionalisme canadien-français aux thèses économiques inspirées du crédit social,.

#### Les élections de 1966
La revendication du français comme unique langue officielle est au cœur de la préparation de la campagne électorale du RIN. Le 20 janvier, Pierre Bourgault dénonce le surfinancement des universités de langue anglaise par le gouvernement du Québec, qui excède le poids démographique des anglophones. Le 27 février, Guy Pouliot demande la nationalisation et la francisation de l'Université McGill.
À l'élection de 1966, le RIN présente 73 candidats dont deux femmes: Andrée Maillet dans Westmount et Andrée Ferretti dans Laurier. Le slogan électoral du parti est  « On est capableǃ » Le président Pierre Bourgault est candidat dans Duplessis, circonscription de la Côte-Nord. André d'Allemagne, candidat dans Outremont, fait paraître le 11 mai Le colonialisme au Québec.
Pendant la campagne, Pierre Bourgault défend le français comme langue de travail normale au Québec et critique les commissions scolaires qui veulent introduire l'anglais langue seconde précocement dans le cursus scolaire. Le 18 mai, le président du RIN réclame une politique nationale de dépollution, à une époque où la protection de l'environnement relevait entièrement des municipalités. Bourgault propose aussi de nationaliser les compagnies de téléphonie.
Les candidats du RIN recueillent 130 000 votes, ce qui représente 7,8% des votes exprimés dans les circonscriptions où le parti présentait des candidats. Bourgault remporte la majorité des voix (53 %) dans la ville de Sept-Îles ; avec 38% des suffrages exprimés en sa faveur dans l'ensemble de la circonscription, sa défaite est tout de même honorable.

#### Bourgault-Ferretti
Au cours du congrès des 7 et 8 octobre 1967, Andrée Ferretti, leader de l'aile révolutionnaire du parti, accède à la vice-présidence aux côtés de son rival Pierre Bourgault, qui est réélu à titre de président. Ferretti croit que le RIN doit être « l'avant-garde révolutionnaire » de la nation et oppose son projet de créer un authentique parti des travailleurs à l'urgence de rassembler tous les partis indépendantistes.
Le 16 mars 1968, les travaux du Conseil central sont paralysés par la rivalité entre les partisans de Bourgault et ceux de Ferretti. Les votes se terminent presque tous par une égalité à 10 contre 10, le président Bruno Colpron devant chaque fois départager la majorité. Ultimement, le clan Ferretti bloque l'admission de la région Côte-Nord au Conseil central, une majorité des deux tiers étant nécessaire, afin de ne pas briser l'égalité des voix au profit du clan Bourgault. Se sachant toujours en minorité, Ferretti et ses partisans quittent ensuite les lieux ; leur absence prive le Conseil central du quorum nécessaire pour tenir réunion. Bourgault réagit en tenant une réunion d'urgence du Comité exécutif où est destitué l'exécutif de la région de Québec et sont renversés des décisions des Conseils régionaux de Québec et de Montréal, tous acquis aux partisans ferrettistes. Andrée Ferretti abandonne son poste de vice-présidente et quitte définitivement le RIN le 18 mars 1968. Elle fonde quelques semaines plus tard son propre mouvement, le Front de libération populaire (FLP).
Le FLP est connu pour son vandalisme lors du défilé de la Saint-Jean-Baptiste de 1969, durant lequel l'effigie géante de Saint-Jean-Baptiste a été poussée en bas de son char allégorique et des morceaux de l'effigie ont été volés.

### Le rassemblement des partis souverainistes
À l'automne 1967, n'étant pas parvenu à faire approuver son projet de souveraineté-association par le congrès du Parti libéral du Québec, l'ancien ministre René Lévesque quitte la formation politique et fonde son propre parti, le Mouvement Souveraineté-Association. Le mouvement souverainiste québécois est alors divisé en 5 partis ou mouvements indépendantistes distincts.
En janvier 1968, des pourparlers débutent entre le RIN et le MSA en vue d'une fusion des forces souverainistes ; le Ralliement national (RN) s'y joint à partir du mois de juin. C'est principalement sur l'enjeu de la question linguistique que des désaccords irréconciliables apparaissent entre le RIN qui défend le principe de l'unilinguisme et le MSA qui souhaite reconnaître de façon officielle les droits scolaires et culturels de la minorité anglophone au Québec. Ultimement, le 28 juillet 1968, René Lévesque annonce la suspension de toute discussion entre le MSA et le RIN.
Le 14 octobre 1968, le Ralliement national accepte de fusionner avec le Mouvement Souveraineté-Association de René Lévesque. Le nouveau parti prend le nom de Parti québécois (PQ) parrainé par Gilles Grégoire ; ce dernier devient le premier vice-président du nouveau parti.
Peu de temps après la formation du PQ, alors que le RIN se vide de ses membres, Pierre Bourgault propose dans une réunion avec les cadres du RIN la dissolution du mouvement, pour entrer au Parti québécois un par un. Il justifie plus tard cette mentalité : « nous croyons vraiment qu'il faut faire cette unité sans quoi il n'y aura pas d’indépendance possible ». Deux semaines après la fondation du Parti québécois, le 26 octobre 1968, le RIN vote à 82 % sa dissolution en congrès national pour intégrer le Parti québécois sur la base de l'adhésion de ses membres.

### Le poids du RIN au sein du Parti québécois
Les anciens rinistes joueront un rôle important au sein du nouveau Parti québécois. Ainsi, selon Jean-François Nadeau, lors du Congrès du 23 février 1971, 27% des 2000 délégués ont milité précédemment au Rassemblement pour l'indépendance nationale ; le nombre d'anciens militants du Ralliement national est quant à lui minime. Au cours de ce Congrès, le dernier président du RIN, Pierre Bourgault, parvient à être élu à l'exécutif national du Parti québécois, contre l'avis de René Lévesque.

## Structure

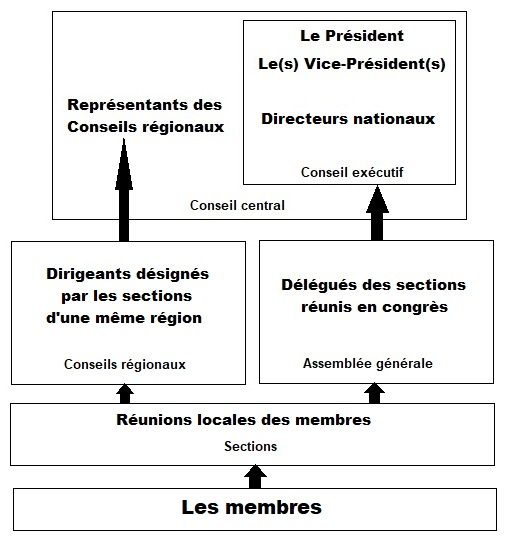
Organigramme des instances du RIN

Dès sa fondation, le Rassemblement pour l'indépendance nationale est doté d'instances qui s'apparentent davantage à celles d'un parti - et même des partis idéologiques en Europe - qu'à celles d'un groupe de pression.
L'unité de base du mouvement est la section, qui ne correspond pas au découpage des circonscriptions électorales. Une section peut représenter un quartier, une ville, une paroisse, une circonscription ou un campus.
La direction du RIN relève du Conseil central. Initialement, il est composé du président et du vice-président et de deux représentants pour chaque section. Avec la croissance du mouvement, sa composition changea : on y trouve maintenant les membres du Comité exécutif, formé postérieurement, ainsi que les représentants désignés par les Conseils régionaux. Le Conseil central se réunit environ une fois par mois et détient l'autorité décisionnelle entre chaque congrès.
À la naissance du mouvement, l'exécutif relève uniquement du président et du vice-président du Conseil central, qui sont aussi reconnus comme président et vice-président du RIN ; en 1961, le nombre de vice-président est porté à deux. Ce n'est que plus tard qu'apparut un Comité exécutif, composé du président, d'un ou deux vice-présidents et de cinq directeurs nationaux, pour veiller au fonctionnement quotidien du RIN. Tous ses membres sont élus par l'Assemblée générale. Le Comité exécutif nomme, avec l'accord du Conseil central, les directeurs des services (secrétariat, finances, journal) et comités (recrutement, propagande, comité politique).
P.ex. Pierre Renaud fut le directeur des finances (c.a.d. le trésorier) jusqu'à la dissolution du parti. L'Assemblée générale réunit à l'origine tous les membres du RIN. La multiplication des membres et la distance entre les différentes régions poussent les rinistes à en limiter l'accès aux représentants des sections, élus par celles-ci. L'Assemblée générale se rassemble chaque année sur convocation du Conseil central. Elle est chargée d'élire le président et le vice-président pour un mandat d'un an et de rédiger le programme et les statuts du mouvement. Elle constitue  « l'autorité suprême » du Rassemblement pour l'indépendance nationale ; les dirigeants du mouvement sont tenus d'appliquer ses décisions.
Le RIN reconnaît d'abord trois types de membres : les sympathisants, les actifs et les militants. Tous avaient droit de parole, mais les sympathisants n'avaient pas droit de vote dans les instances. En outre, seuls les militants pouvaient être candidats aux postes éligibles. À partir de 1963, il n'y a plus qu'un seul statut et tous ont droit de vote et d'éligibilité.

### Présidents et Vice-Présidents de 1960 à 1968
| Élections             | Président         | 1er Vice-Président | 2e Vice-Président |
| --------------------- | ----------------- | ------------------ | ----------------- |
| 26 novembre 1960      | André d'Allemagne | Marcel Chaput      |                   |
| 29 octobre 1961       | Marcel Chaput     | André d'Allemagne  | Rodrigue Guité    |
| 20 et 21 octobre 1962 | Guy Pouliot       | André d'Allemagne  | Marc Girard       |
| 2 et 3 mars 1963      | Guy Pouliot       | André d'Allemagne  | Marc Girard       |
| 30 et 31 mai 1964     | Pierre Bourgault  | Guy Pouliot        |                   |
| 22, 23 et 24 mai 1965 | Pierre Bourgault  | Guy Pouliot        |                   |
| 28 et 29 octobre 1966 | Pierre Bourgault  | Guy Pouliot        |                   |
| 7 et 8 octobre 1967   | Pierre Bourgault  | Andrée Ferretti    |                   |
| 30 et 31 mars 1968    | Pierre Bourgault  | André d'Allemagne  |                   |

### Aile jeunesse
En avril 1967, le RIN se dote d'une aile jeunesse. Elle est dirigée par l'ancien felquiste Raymond Villeneuve. L'objectif des jeunes rinistes est de noyauter les milieux fréquentés par les jeunes afin de les politiser en faveur de l'indépendance du Québec.

## Identité visuelle

Logo du RIN adopté en janvier 1962

De 1960 à 1962, la fleur de lys rouge est le logo officiel du RIN. En janvier 1962, le RIN adopte plutôt le bélier, symbole du printemps dans le Zodiaque, comme symbole officiel. Le bélier s'oppose à l'image peu flatteuse du mouton de la Saint-Jean-Baptiste qui est traditionnellement associée aux Canadiens français,.

## Publication
- L'Indépendance. Organe officiel du Rassemblement pour l'indépendance nationale, vol. 1, numéro 1 (septembre 1962) à vol. 6, numéro 20 (septembre 1968)

## Résultats électoraux
Le RIN n'a participé qu'à une seule élection générale. Il a obtenu 5,55 % des voix.
| Élection  | Sièges                                   | Sièges         | Voix    | Voix        |
| Élection  | Candidats / Circonscriptions en élection | Sièges obtenus | Nombre  | Pourcentage |
| --------- | ---------------------------------------- | -------------- | ------- | ----------- |
| Juin 1966 | 73 / 108                                 | 0              | 129 045 | 5,55 %      |

Le fonds d'archives du Rassemblement pour l'indépendance nationale est conservé au centre d'archives de Montréal de Bibliothèque et Archives nationales du Québec.